# Шахрудинов, Сайгидмагомед Ахмедхабибович
Сайгидмагомед Ахмедхабибович Шахрудинов (9 февраля 1985, Махачкала,  Дагестанская АССР, РСФСР, СССР) — российский спортсмен, специализируется по карате кумите. Мастер спорта России международного класса. Чемпион Европы, призер чемпионата мира и Всемирных игр.

## Спортивная карьера
Карате занимается с 11 лет в Дагестанском государственном центре боевых искусств, позже перешел спортивный клуб «Кемпо». В 2001 году в весе до 60 кг стал серебряным призёром чемпионата мира среди кадетов. В 2004 году стал бронзовым призёром чемпионат мира, в следующем году стал также бронзовым призёром на Всемирных играх. В 2004 году на чемпионате Европы в команде стал победителем.

## Результаты на международных соревнованиях
- Чемпионат мира по карате среди кадетов 2001 —
- Чемпионат мира по карате 2004 —
- Чемпионат Европы по карате 2004 (команда) —
- Всемирные игры 2005 —

## Личная жизнь
- В 2003 году окончил школу №25 посёлка Красноармейское. В 2008 году окончил юридический факультет Дагестанского государственного университета.